# Cẩm chướng thơm lùn
Cẩm chướng thơm lùn (danh pháp hai phần: Dianthus barbatus) là một loài thực vật thuộc chi Cẩm chướng bản địa miền nam châu Âu và một số khu vực châu Á và đã trở thành một vườn cây cảnh phổ biến. Nó là một loài cây thân thảo có tuổi thọ ngắn, cao 30–75 cm, với hoa trong một cụm dày đặc lên đến 30 ở đầu thân. Mỗi hoa có đường kính 2–3 cm với năm cánh hoa có các cạnh có răng cưa. Thực vật hoang dã có hoa màu đỏ với đế hoa trắng, nhưng màu sắc trong phạm vi trồng trọt có màu từ trắng, hồng, đỏ, và màu tím với hoa văn loang lổ. Nguồn gốc chính xác của tên tiếng Anh phổ biến của nó là không rõ, nhưng lần đầu tiên xuất hiện năm 1596 trong catalog thực vật của John Gerard. Những bông hoa ăn được và có thể có đặc tính chữa bệnh. Hoa ngọt thu hút ong, chim, bướm.